# Констант
Флавий Юлий Конста́нт (лат. Flavius Iulius Constans), более известный в римской историографии как Констант, — римский император как цезарь в 333—337 годах, как август в 337—350 годах.
Констант был младшим сыном императора Константина I Великого. В 333 году он получил титул цезаря. После смерти отца Констант получил в удел Италию, Иллирию и Африку. В 340 году у него произошёл конфликт с его братом Константином II, который в результате был убит, после чего Констант получил себе его владения — Испанию, Галлию, Британию. Император воевал с сарматами на Дунае, франками на Рейне и пиктами и скоттами в Британии. Являясь сторонником ортодоксальных взглядов, Констант поддерживал в арианском церковном споре сторону Афанасия Великого и боролся против язычников, иудеев и донатистов в Африке. Однако в результате заговора под руководством военачальника Магна Магненция император был свергнут 18 января 350 года. После этого Констант пустился в бега, но был настигнут и убит неподалёку от Пиренеев.
Констант носил победный титул «Сарматский Величайший» с 338 года.

## Биография

### Жизнь до прихода к власти
В античных источниках жизнь и правление Константа описываются весьма кратко, и поэтому мы имеем о них скудную информацию. При реконструкции его биографии используются различные труды IV века и более поздние работы.
Точная дата рождения будущего императора Флавия Юлия Константа неизвестна. Исходя из сообщений римского историка Евтропия и византийского Иоанна Зонары, согласно которым на момент смерти Константу было тридцать лет, можно сделать вывод, что он родился приблизительно около 320 года. Однако Псевдо-Аврелий Виктор пишет, что император скончался в возрасте двадцати семи лет. Таким образом, из этого источника получается, что Констант родился в 323 году. Немецкий историк Отто Зеек больше склоняется ко второй дате, поскольку возраст, сообщаемый Евтропием и Иоанном Зонарой, кажется ему всего лишь округлением данных Псевдо-Аврелия Виктора.
Отцом Константа был римский император Константин I Великий, а матерью — Флавия Максима Фауста. Он был третьим и самым младшим сыном, родившимся в этом браке. Передаваемые Зосимом унизительные рассказы о том, что якобы его матерью была наложница Константина, по всей видимости, являются путаницей с похожими сообщениями о других сыновьях императора Криспе и Константине II. По материнской линии Констант являлся внуком одного из основателей тетрархии Максимиана Геркулия, а по отцовской — его младшего соправителя Констанция I Хлора. Констант воспитывался как христианин. Он получил образование при дворе своего отца в Константинополе под руководством именитейших ораторов своего времени, в том числе и поэта Эмилия Магна Арбория, который преподавал ему латынь.
25 декабря 333 года Констант был провозглашён цезарем своим отцом, по всей видимости, в Константинополе. Как повествует Аврелий Виктор, в следующую после этого события ночь «всё небо непрерывно пылало огнями» (возможно, это было северное сияние), что было истолковано как дурное предзнаменование для будущего правления Константа. Затем юный цезарь некоторое время жил при дворе Константина I, но приблизительно летом 335 года был отправлен в Италию, которая была отдана под его управление. Позднее, возможно, в 336 году, но во всяком случае незадолго до смерти своего отца, Констант был обручён с Олимпиадой, дочерью префекта претория Флавия Аблабия, что было сделано, как кажется, из-за политических соображений. Однако брак так и не состоялся, и после гибели Константа Олимпиада вышла замуж за царя Великой Армении Аршака II.

### Внешность и личные качества

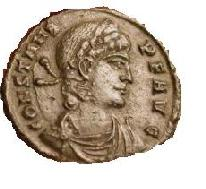
Монета с портретом Константа

Античные авторы достаточно отрицательно характеризуют Константа. Так, Аврелий Виктор пишет следующее:
«по молодости лет [Констант] был очень неосторожен и необузданного нрава, к тому же поддавался влиянию дурных своих слуг, был, кроме того, крайне жаден и пренебрегал военными силами […]. Он за деньги брал себе в заложники красивых мальчиков и ухаживал за ними, так как установлено, что он был предан пороку такого рода».

Тем не менее, о правдивости данной характеристики мы судить не можем. Псевдо-Аврелий Виктор указывает на то, что у императора было слабое здоровье, а Евтропий пишет, что Констант не был обделён полководческим талантом. Портреты Константа изображают молодого человека, внешность которого имеет некоторые сходства со статуями Отона. От отца он унаследовал склонность к риторике. Христианского софиста Проэресия император вызвал к своему двору в Галлии, сделал его своим сотрапезником и приглашал за один стол с теми, кого тот наиболее чтил, а затем отпустил с дарами и присвоил ему титул почётного военного магистра.

### Правление

#### Борьба с Константином II

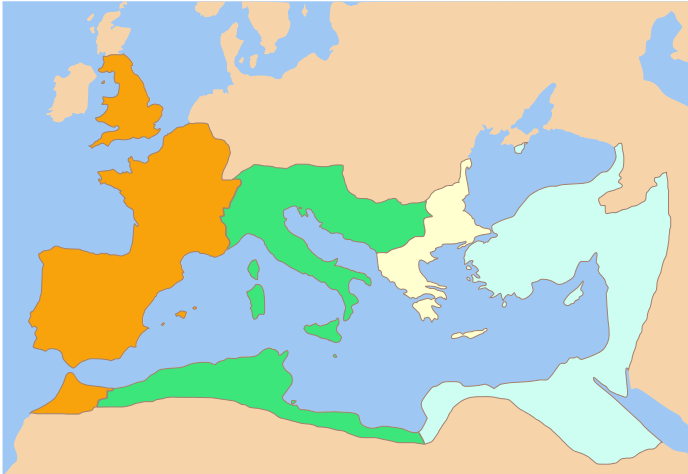
Деление империи между наследниками Константина Великого:
Константин II
Констант
Далмаций Младший
Констанций II

После смерти Константина I Великого 22 мая 337 года и уничтожения солдатами практически всех родственников, которые могли бы иметь претензии на трон, Констант и его два брата, Константин II и Констанций II, 9 сентября 337 года были провозглашены августами армией. Первоначально Константу отходили территории преторианской префектуры Италии и Африки. Констант был этим недоволен, поэтому братья встретились в паннонском городе Виминациум летом 338 года для пересмотра границ их владений (иногда этот съезд переносят на сентябрь 337 года). Там также было пересмотрено и дополнено законодательство времён Константина.
При новом разделе Констант получил не только диоцезы Македония, Дакия и Паннония, которые до того причитались племяннику Константина I Далмацию Младшему, к тому времени уже убитому, но и диоцез Фракия вместе с Константинополем, который Констанций II по неизвестной нам причине уступил младшему брату. Однако, когда взаимоотношения между Константом I и Константином II стремительно ухудшились, поскольку первый оспаривал право второго иметь звание старшего августа, Констант в 339 году отдал Констанцию II Константинополь и часть Фракии, рассчитывая, что благодаря этому подарку тот поддержит его в споре. В принципе, владения Константа являлись буфером между уделами Константина II и Констанция II. Также Константин II получил опеку над своим несовершеннолетним соправителем. Он принимал законы, обязательные для владений обоих братьев, и назначал наместников в провинции Константа. Однако он был недоволен, что не получил такую территорию, которая соответствовала его статусу старшего августа. Возможно, Констанцию II также не нравилось то, что фактически в руках его старшего брата сосредоточилась власть над тремя четвертями территории Римской империи. Тем временем осенью 338 года Констант одержал победу в придунайских провинциях над сарматами и присвоил себе победный титул «Сарматский Величайший». Этот успех усилил его уверенность в себе, и он потребовал полной независимости и начал самостоятельно принимать законодательство для своей территории, к чему его подстрекал трибун Амфилохий. После сарматской войны 6 апреля 339 года Констант побывал в паннонском городе Савария.
Раздражённый тем, что Констант получил Иллирию и Фракию после смерти Далмация, Константин потребовал, чтобы он отдал ему африканские провинции в качестве компенсации приобретённого им богатого региона. Также он требовал уступить и Италию, но Констант отказался. Кроме того, он заручился поддержкой Констанция II, передав ему некоторые территории (о чём говорилось выше), и вместе с ним занимал должность консула в 339 году. В результате в 340 году Константин II вторгся в Италию. Во главе с беспорядочной толпой, больше пригодной для грабежа, а не для завоевания, он внезапно ворвался во владения Константа. Констант, находившийся в то время в дакийском городе Наисс, где усмирял волнения местных племён, направил против него передовой корпус иллирийских войск, а сам выступил через некоторое время вслед. Однако его подчинённые устроили возле Аквилеи засаду и уничтожили отряд Константина II и самого государя. Его тело было сброшено в реку Альса. Когда Констант с основной армией армии прибыл 9 апреля 340 года в Аквилею, он обнаружил, что война уже закончена. В результате он присоединил к своим владениям владения брата — Испанию, Галлию и Британию. Отныне власть над Римским государством принадлежала только ему и Констанцию II. Помимо этого, Констант принял титул «Maximus Victor ac Triumphator» (рус. Величайший Победитель и Триумфатор).

#### Совместное правление с Констанцием II
Беспорядки в Римской империи, скорее всего, послужили причиной вторжения франков в 341 году. В то время Констант находился на дунайской границе (24 июня он побывал в Лауриакуме, где, по всей видимости, снова усмирял приграничные племена). После этого он спешно отправляется в Галлию, где провёл успешную кампанию против напавших франков в течение 341 и 342 годов. 25 января 343 года император прибывает в Бононию, откуда переправляется в Британию, где подвергает реформе систему обороны побережья и назначает ответственного за это военачальника. Очевидно, Констант вёл боевые действия против пиктов и скоттов. При нём был отремонтирован Адрианов вал. Он также создал новое специальное подразделение, которое должно заниматься разведкой и регулярно делать донесения местным командирам. Констант стал последним законным римским императором, посетившим Британию. Известно, что в его правление были созданы три легиона: I Юлиев Альпийский, II Юлиев Альпийский, III Юлиев Альпийский. Также были отреставрированы бани Агриппы в Риме.

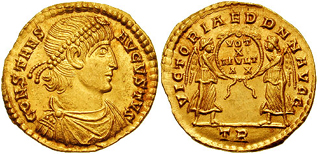
Монета с портретом Константа

Насколько братья были едины при решении политических вопросов, настолько велики были между ними религиозные разногласия, связанные с христианскими учениями. Тема религии оставалась доминирующей во внутренней политике. Хотя оба императора были христианами, Констанций, как и многие его соотечественники на Востоке, был сторонником арианства. Констант, однако, являлся приверженцем ортодоксального христианства, основанного на символе веры, принятом Никейским собором. Он также был единственным из братьев, принявшим крещение в 337 году.
По настоянию Константа для примирения между православными (на западе) и сильной арианской партией (на востоке) в 342 году был созван Сардикийский собор, где император принял сторону врага ариан Афанасия Великого. Констант щедро финансировал западное духовенство, к которому имел особое расположение. Благодаря императорской поддержке церковь смогла бороться с сектой донатистов в африканских провинциях. Особенно большой ущерб причиняли региону циркумцеллионы — радикальные группировки, которые боролись с социальным неравенством путём убийства и грабежа богатых людей.
Постоянные конфликты с персами ослабили позиции Констанция II, и в 345/346 году Констант открыто угрожал ему начать войну, если он не будет согласен с возвращением Афанасия на должность епископа Александрии. Тот написал ему примирительное письмо, в котором говорил, что исполнит его желание. В знак примирения братья стали консулами в 346 году. При Константе поощрялись преследования иудеев и язычников. Против последних в 341 году император вместе с Констанцием II издал закон о запрете языческих жертвоприношений, однако уже в 343 году под давлением языческой знати Рима Констант был вынужден приостановить проведение антиязыческих акций.

### Смерть
Хотя первая часть правления Константа была достаточно успешной, постепенно он начал терять свой авторитет. Император, по-видимому, старался получить столько денег, сколько он мог выжать из своих подданных, а также занимался продажей правительственных постов предложившим наивысшую цену. Поэтому его обвиняли в жадности. Кроме того, античные источники передают рассказы, что Констант открыто выказывал презрение солдатам. Императора также осуждали за гомосексуальные наклонности. Возможно, на его действия влияло то, что он страдал подагрой.
В результате против него возник заговор во главе с командиром телохранителей Магном Магненцием, комитом священных щедрот Марцеллином и неким Хрестием. Как только заговор был окончательно готов, Марцеллин под предлогом дня рождения своего сына дал великолепный праздник в Августодунуме 18 января 350 года, куда были приглашены почётные и прославленные граждане, а также армейская верхушка. Праздник специально затягивался до поздней ночи. В какой-то момент Магненций вышел — якобы по естественной нужде и вдруг вернулся, облачённый в императорское одеяние. Заговорщики мгновенно приветствовали его как императора. Солдаты поспешили принять присягу на верность новому государю. Городские ворота были закрыты, и до рассвета Магненций овладел Августодунумом. В это время Констант охотился в соседних лесах. Узнав о произошедшем перевороте, он бросился в бега в сопровождении верного ему франка Ланиогаиса. Однако около города Елена (совр. Эльн, Франция) неподалёку от испанской границы Констант был настигнут отборными солдатами во главе с Гаизоном. Император попытался скрыться в храме, но был вытащен оттуда и зарублен.

## Итоги правления

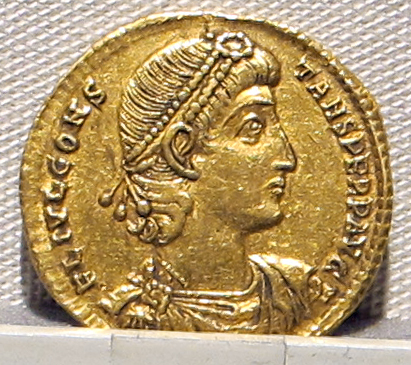
Монета с портретом Константа

Античные авторы описывают биографию Константа в мрачных тонах. Его склонность к роскоши, жёсткая финансовая политика и отрицательное отношение к солдатам и их руководству сделали императора непопулярным правителем. Поддержка духовенства здесь не была достаточна, поскольку оно не участвовало прямо в управлении государством.
Религиозная политика была одним из основных направлений его правительства. События тех времён показывают, что религия и политика в то время были сильно взаимосвязаны.
Несмотря на свой юный возраст — он правил 13 лет и в возрасте 27 лет был убит, Константа вполне можно считать достойным преемником Константина I Великого. Победы над внешними врагами и политическое мастерство в отношениях с его братом Констанцием свидетельствуют о способностях, которые могли бы позволить ему в один прекрасный момент завладеть всей Римской империей. Но напряжённые отношения с армией и, возможно, неправильно выбранные советники помешали ему это сделать.